# Ludo (bande dessinée)
Pour les articles homonymes, voir Ludo.
Ludo est une série de bande dessinée parue aux éditions Dupuis, scénarisée par Denis Lapière et dessinée par Pierre Bailly et Vincent Mathy.

## Synopsis
Ludo est un garçon de 8 ans fan de la bande dessinée de l'inspecteur Castar qui vit des aventures avec ses amis. L'inspecteur Castar est un inspecteur de police coincé dans un exosquelette multiplicateur de force inventé par le professeur Benjamin. Cette machine lui donne une force surhumaine.
Le concept de la série - une BD dans la BD - se traduit par un travail de conception original : tandis que Pierre Bailly dessine les aventures de Ludo, c'est Vincent Mathy qui conçoit les planches extraites de la BD fictive, Inspecteur Castar. Denis Lapière assure le scénario.

## Personnages
- Ludo, garçon d'environ 8 ans. C'est le héros de la série.
- L'inspecteur Castar, héros de la bande dessinée dont Ludo est fan.
- David, le meilleur copain de Ludo.

## Albums
- Ludo, Dupuis :

1. Tranches de Quartier, 1998.
2. Tubes d'aventures, 1999[2].
3. Enquêtes et Squelettes, 2000.
4. Sales petits voleur !, 2001.
5. Le Club de l'éclair, 2002.
6. La Coupe Castar, 2004[3].
7. Qu'as-tu Kim ?, 2008.
8. Commando Castar, 2009.

## Commentaire
La série n'aura pas de tome 9.